# Wacław Latocha
Wacław Latocha (ur. 25 października 1936 w Komornikach – zm. 27 kwietnia 2006 w Łodzi) – polski kolarz torowy i szosowy, srebrny medalista torowych mistrzostw świata.

## Kariera
Specjalizował się w kolarstwie torowym, chociaż startował także w wyścigach szosowych. Dwukrotnie startował w igrzyskach olimpijskich, a sześć razy w mistrzostwach świata. Największy sukces odniósł podczas Mistrzostw Świata w 1967 w Amsterdamie, gdzie zdobył srebrny medal w wyścigu na 1 km ze startu zatrzymanego. Był to pierwszy medal mistrzostw świata dla Polski w kolarstwie torowym. Na tych samych mistrzostwach Latocha był członkiem zespołu, który zajął 5. miejsce w wyścigu na 4 km na dochodzenie. Na innych mistrzostwach świata (w 1963, 1964, 1965, 1966 i 1969) nie osiągnął sukcesów.
Na olimpiadzie w Tokio 1964 zajął 7. miejsce w wyścigu na 1 km ze startu zatrzymanego, a cztery lata później w Meksyku 1968 był członkiem drużyny, która odpadła w ćwierćfinale.
Latocha zdobył dwanaście tytułów mistrza Polski:
- 1 km ze startu zatrzymanego: 1964, 1965
- 4 kilometry indywidualnie: 1967
- 4 kilometry drużynowo: 1962, 1965, 1966, 1970
- wyścig długodystansowy na 50 km: 1964, 1965
- wyścig szosowy drużynowo: 1962, 1963, 1964

Był również sześciokrotnie wicemistrzem Polski i czterokrotnie brązowym medalistą. Po zakończeniu kariery był trenerem.